# Armée de libération nationale du Kamerun
L'Armée de libération nationale du Kamerun (ALNK) est la branche armée de l'Union des populations du Cameroun (UPC) qui organisa la résistance clandestine anticoloniale durant la guerre du Cameroun au Cameroun français, particulièrement dans l'ouest, à l'est et au sud du pays actuel, entre 1959 et 1970.

## Histoire
Elle fut constituée par Martin Singap le 31 mai 1959 lors d'une réunion à Boubé dans le Moungo. L'article 1er de son statut définissait ainsi ses objectifs :

« L'ALNK est un instrument qui permettra au peuple de poursuivre sa lutte révolutionnaire contre l'impérialisme franco-britannique et ses alliés américains et ouest-allemands jusqu'à l'aboutissement de ses objectifs politiques et d'instaurer une fois la victoire acquise un régime de démocratie nouvelle qui assurera le bien-être de la nation et de son peuple. »

En dépit de l'attentisme qui se manifeste à l'approche de l'indépendance, les forces de l'ordre contrôlées par les autorités françaises multiplient des opérations de répressions clandestines, systématisant notamment le recours à la torture et aux disparitions forcées. En 1960, alors que le pays est officiellement indépendant, le général Max Briand, à la tête du commandement des forces françaises au Cameroun, conduit dans l'ouest du pays une guerre intensive visant à reconquérir les zones contrôlées par les insurgés. La région est ravagée par les bombardements aériens et des centaines de milliers d’habitants sont déplacés dans des « villages de regroupement ».
Les opérations de répression passent officiellement sous commandement camerounais en 1961, mais les troupes françaises restent engagées « en appui » jusqu'en décembre 1964. Le régime d'Ahmadou Ahidjo, sur lequel la France continue d'exercer une grande influence, maintient les techniques de « guerre contre-révolutionnaire » jusqu'à la disparition des groupes insurgés au début des années 1970.

## Zones d'activités
Ses activités étaient efficaces dans les régions ouest, sud ouest et sud du pays; respectivement dans les pays Bamiléké et Bassa et marginalement dans le Moungo et le sud ouest.  
Les dirigeants de l'ALNK évitent le plus possible de réunir leurs combattants de façon à éviter les embuscades. Les cellules rebelles se constituent localement, de villages en villages, et ne se réunissent que ponctuellement pour mener une attaque. Au quotidien, les membres de la rébellion poursuivent leurs activités habituelles, se faisant passer pour de simples paysans, et sans nécessairement connaitre l'identité des autres membres de la cellule. Les jours de combat, chacun vient avec sa machette ou sa lance.  
La guérilla inclut aussi des femmes, dont certaines reçoivent une brève formation militaire tandis que d'autres servent comme courriers.  

## Soutiens politique et matériels
Le mouvement avait des bases et des soutiens dans des pays africains comme la Guinée, l’Égypte, le Ghana et le Congo .  
L’ALNK n’a pas eu les moyens pour constituer une armée souveraine, une armée révolutionnaire digne de ce nom. Les rebelles faisaient de longues marches quotidiennes pieds nus. Ils vivaient des mois dans la brousse, mangeaient tout ce qu’ils voyaient et se retrouvaient loin de leurs familles, sans abris. Martin Singap devenu leader de la guerre, le bras droit d’Ernest Ouandié a obtenu le feu vert pour mener la lutte armée dans le pays .  

## Leaders du Mouvement
Sur le plan local, le leadership de l'ALNK était assuré des militants comme Osendé Afana. 
Un triumvirat formé de Félix-Roland Moumié, Ernest Ouandié et Abel Kingué a composé le Comité directeur.